# Человек-паук вне комиксов
Человек-паук — вымышленный супергерой комиксов издательства Marvel Comics, появившийся в различных медиа, включая телевидение, кино, видеоигры, игрушки, театр и книги.

## Телевидение
Человек-паук неоднократно фигурировал на телевидении и обзавёлся телесериалом с живыми актёрами, японским сериалом токусацу и несколькими мультсериалами. В образовательном сериале от PBS «Электрическая компания» (1971) присутствовал сегмент «Супер-истории Паучка»,, в котором роль Человека-паука исполнил Дэнни Сигрен; сам персонаж не говорил вслух, а изъяснялся с помощью облачков с текстом.

### Мультсериалы
- Первый мультсериал о Человеке-пауке выходил с 1967 по 1970 год; главного героя озвучил Пол Соулс[2].
- Человек-паук появляется в эпизодах «Пирамиды ужаса» и «Паук Конго» мультсериала «Женщина-паук» (1979), где его вновь озвучил Соулс.
- В 1981 году по телевидению транслировались два мультфильма о Человеке-пауке — одноимённый, который состоял из одного сезона из 26 серий, и его спин-офф «Человек-паук и его удивительные друзья», который насчитывал три сезона из 24 серий[3].
- С 1994 по 1998 год в дневном программном блоке телеканала Fox Broadcasting под названием Fox Kids под названием выходил одноимённый мультсериал, состоящий из пяти сезонов и 65 серий; Человека-паука озвучивал Кристофер Дэниел Барнс.
- В 1999 году состоялась премьера мультсериала «Непобедимый Человек-паук», где главного героя озвучил Рино Романо. Он завершился после первого сезона.
- С 11 июля по 9 сентября 2003 года на канале MTV транслировался одноимённый мультсериал, в котором Человек-паук говорил голосом Нила Патрика Харриса.
- Питер Паркер появляется в эпизоде «Ужасный» мультсериала «Фантастическая четвёрка: Величайшие герои мира» (2006), где его озвучил Сэм Винсент.
- Премьера следующего мультсериала под названием «Новые приключения Человека-паука» состоялась 8 марта 2008 года. Он продлился два сезона сезона. Персонажа озвучил Джош Китон.
- Дрейк Белл озвучил Человека-паука в эпизодах «А вот и Паучок…», «Новые Мстители» и «Всем общий сбор» мультсериала «Мстители: Величайшие герои Земли» (2010).
- В 2012 году на канале Disney XD выходил мультсериал «Великий Человек-паук»; самого супергероя вновь озвучил Белл. В этой версии он объединяется с Железным кулаком, Новой, Люком Кейджем и Белой тигрицей и проходит обучение в Щ.И.Т.е .
- Человек-паук, озвученный Дрейком Беллом в первом сезоне и Робби Деймондом в пятом, появляется в нескольких эпизодах мультсериала «Мстители, общий сбор!» (2010).
- Несколько раз Человек-паук фигурирует в мультсериале «Халк и агенты У.Д.А.Р.» (2013), где его вновь озвучил Белл.
- Человек-паук, озвученный Синдзи Кавадой, является второстепенным персонажем аниме «Мстители: Дисковые войны» (2014).
- В 2017 году на смену «Великому Человеку-пауку» пришёл одноимённый мультсериал, где главного героя озвучил Робби Деймондом[4].
- Даймонд вновь озвучил Человека-паука в эпизодах «Снова в Нью-Йорке» и «Сила симбиоза» мультсериала «Стражи Галактики» (2015).
- Человек-паук появляется в нескольких эпизодах аниме «Мстители будущего» (2017), где его снова озвучил Кавада.
- Человек-паук является одним из главных героем мультсериала «Паучок и его удивительные друзья» (2021), где его озвучил Бенджамин Валик[5].
- Человек-паук появляется в двух мультсериалах для Disney+, действие которой разворачивается в Кинематографической вселенной Marvel (КВМ).
  - В эпизоде What If… Zombies?! мультсериала «Что, если…?» (2021) фигурирует альтернативная версия персонажа под прозвищем «Паучок — охотник на зомби»[6], которую озвучил Хадсон Темз, так как Том Холланд не смог принять участие в проекте из-за конфликтов в съёмках[7].
  - Персонаж появится в предстоящем мультсериале «Ваш дружелюбный сосед Человек-паук» (2024), действия которого будут происходит в альтернативной реальности.

### Телесериал
- С 1978 по 1979 год актёр Николас Хэммонд играл Питера Паркера / Человека-паука в недолговечном телесериале «Удивительный Человек-паук». Изначально Хэммонд исполнил роль персонажа в телефильме 1977 года. Сериал состоял из двух сезонов по 13 серий в каждом и завершился двухчасовым эпизодом 6 июля 1979 года[8].
- В японском телесериале о Человеке-пауке от Toei Company появляется оригинальный персонаж по имени Такуя Ямасиро.

## Кино

### Фильмы с живыми актёрами

#### Ранние фильмы
- Исполнитель роли Человека-паука в телесериале 1977 года Николас Хэммонд также сыграл этого персонажа в трёх телефильмах:
  - Человек-паук (1977)
  - Человек-паук: Снова в бою (1978)
  - Человек-паук: Вызов Дракону (1981)
- В 1978 году на телевидении был показан фильм «Человек-паук» по мотивам одноимённого сериала 1978 года, где ведущим персонажем вновь является Такуя Ямасиро.

После «Вызова дракона» не существовало других фильмов про Человека-паука вплоть до выхода трилогии Сэма Рэйми.

#### Серия фильмов Сэма Рэйми о Человеке-пауке

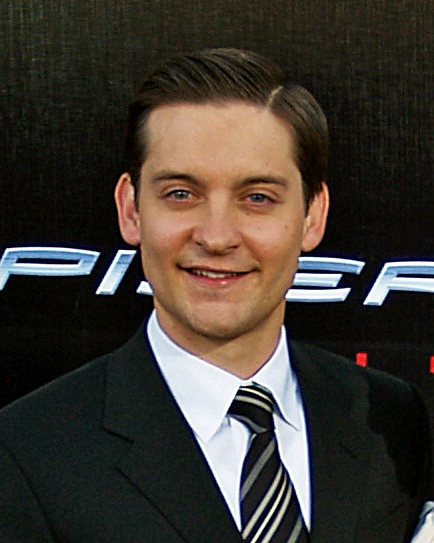
Тоби Магуайр сыграл Питера Паркера / Человека-паука в серии фильмов Сэма Рэйми и фильме «Человек-паук: Нет пути домой» (2021)

- В 2002 году Columbia Pictures выпустила полнометражный фильм «Человек-паук», который положил начало трилогии режиссёра Сэма Рэйми. Роль главного героя исполнил Тоби Магуайр, а антагониста в лице Нормана Озборна / Зелёного гоблина сыграл Уиллем Дефо.
- Магуайр повторил роль супергероя в сиквеле 2004 года «Человек-паук 2»; фильм послужил адаптацией сюжетной линии Spider-Man No More!. Альфред Молина перевоплотился в суперзлодея Отто Октавиуса / Доктора Осьминога.
- Магуайр вновь сыграл Человека-паука в картине «Человек-паук 3: Враг в отражении» (2007), заключительной части трилогии. Томас Хейден Чёрч, Джеймс Франко и Тофер Грейс исполнили роли его врагов — Флинта Марко / Песочного человека, Гарри Озборна / Нового гоблина и Эдди Брока / Венома.
- С 2008 по 2010 год Sony работала над продолжением «Человека-паука 3», которое также должен был срежиссировать Рэйми. Тем не менее, из-за многочисленных проблем с производством фильма студия отменила съёмки «Человека-паука 4». Премьера четвёртой части была намечена на 2011 год.

#### Серия фильмов «Новый Человек-паук»

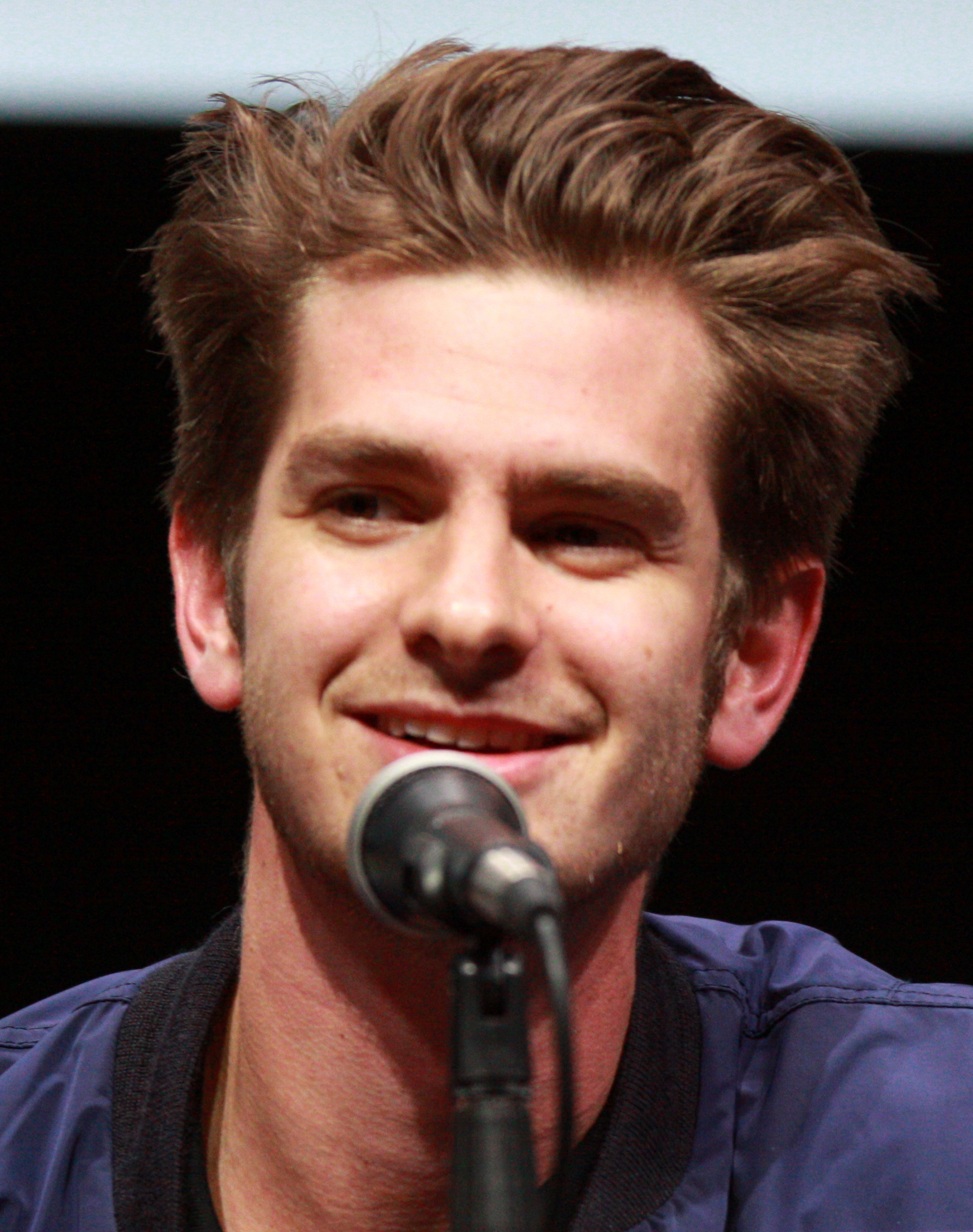
Эндрю Гарфилд сыграл Питера Паркера / Человека-паука в киносерии «Новый Человек-паук» и фильме «Человек-паук: Нет пути домой» (2021)

- После отмены «Человека-паука 4» Sony перезапустила франшизу с фильмом «Новый Человек-паук» (2012) от режиссёра Марка Уэбба[9]. В июле 2010 года студия объявила, что Питера Паркера / Человека-паука сыграет Эндрю Гарфилд[10]; в то же время Рис Иванс получил роль Курта Коннорса / Ящера, а Эмма Стоун — Гвен Стейси.
  - Макс Чарльз сыграл Питера Паркера в детстве в первой сцене фильма.
- Sony планировала построить вокруг «Нового Человека-паука» собственную киновселенную, наподобие Кинематографической вселенной Marvel. В 2014 году состоялась премьера второй части серии фильмов под названием «Новый Человек-паук. Высокое напряжение», где Гарфилд и Стоун повторили свои роли. Также к проекту присоединились Джейми Фокс, Дейн ДеХаан и Пол Джаматти в образах Макса Диллона / Электро, Гарри Озборна / Зелёного гоблина и Алексея Сицевича / Носорога.
  - Чарльз вновь сыграл молодого Паркера.
- После неутешительных кассовых сборов и негативной критики «Высокого напряжения» Sony прекратила работу над третьей частью и спин-оффом о Зловещей шестёрке, выход которых был запланирован на 2018 и 2016 годы[11].

#### Кинематографическая вселенная Marvel

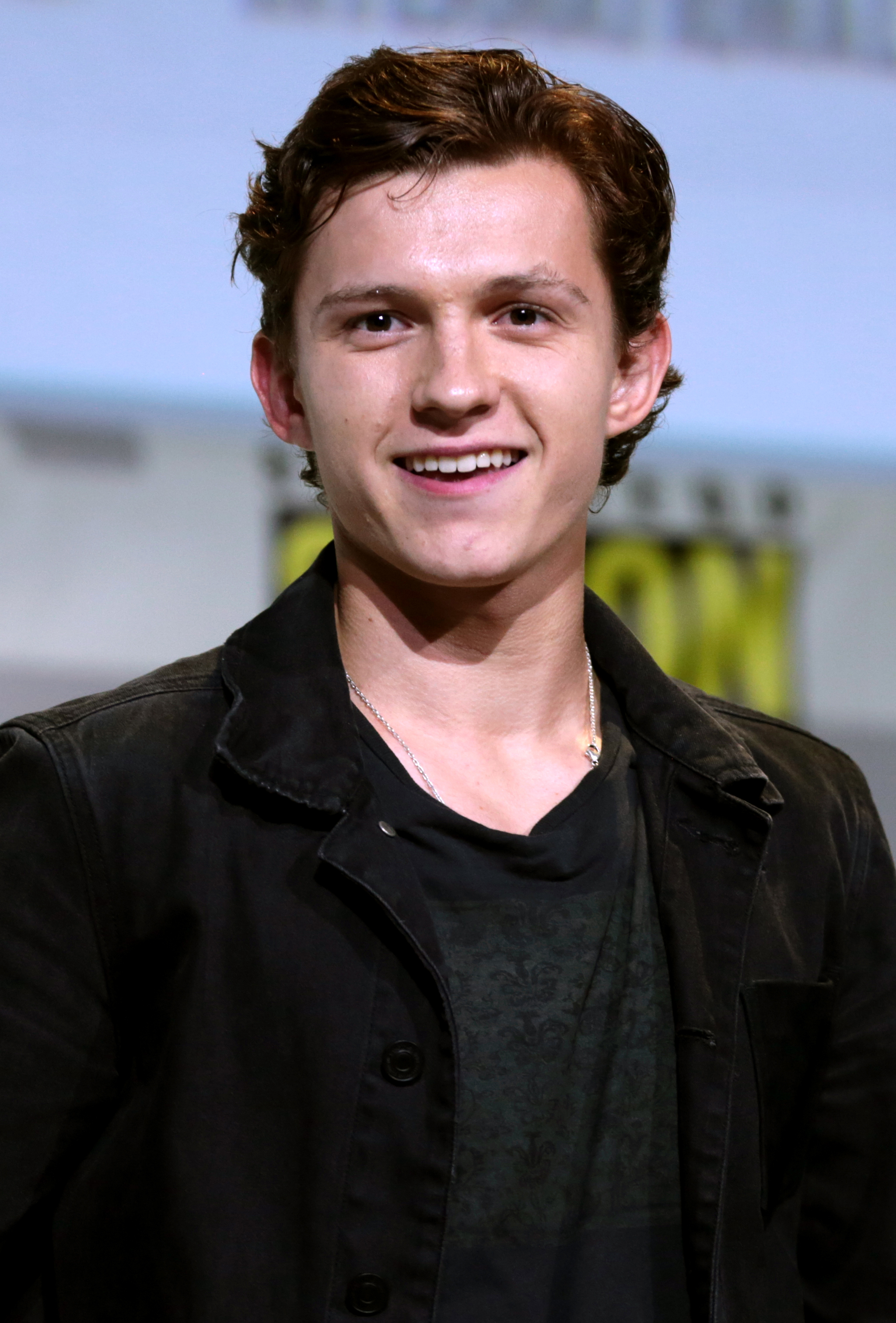
Том Холланд сыграл Питера Паркера / Человека-паука в фильмах Кинематографической вселенной Marvel

В феврале 2015 года Sony, Marvel Studios и The Walt Disney Company заключили сделку, которая предусматривала интеграцию новой версии Человека-паука в Кинематографическую вселенную Marvel; роль персонажа исполнил Том Холланд.
- Перед официальным появлением в фильме «Первый мститель: Противостояние» (2016) Питер Паркер появился и упоминался в других проектах киновселенной:
  - В «Железном человеке 2» (2010) Макс Фавро (сын режиссёра Джона Фавро) сыграл маленького мальчика в игрушечной маске Железного человека, которого едва не атаковали дроны Джастина Хаммера[12]. В 2017 году Холланд подтвердил, что этим ребёнком был Питер Паркер[13].
  - Первое упоминание о Человеке-пауке в Кинематографической вселенной Marvel после сделки с Sony состоялось в конце «Человека-муравья» (2015). По словам режиссёра Пейтона Рида[14], это произошло в сцене беседы Сэма Уилсона с репортёром, которая сообщает ему, что «знает парня, способного ползать по стенам».
- Первое полноценное появление Питера Паркера в КВМ состоялось в картине «Первый мститель: Противостояние» (2016). По сюжету, во время раскола Мстителей Тони Старк заручается его поддержкой в сражении в берлинскому аэропорту с фракцией Стива Роджерса. В сцене после титров Паркер разбирается с устройством, которое проецирует паучий сигнал на потолок его спальни.
- В фильме «Человек-паук: Возвращение домой» (2017) от режиссёра Джона Уоттса[15][16]. Паркер пытается найти баланс между жизнью простого школьника и супергероя Человека-паука. Также он добивается расположения Тони Старка и противостоит Эдриану Тумсу / Стервятнику (Майкл Китон)[17]. От Старка молодой человек получает костюм, оснащённый ИИ, которому даёт имя Карен (озвучивает Дженнифер Коннелли).
- Холланд повторил роль Питера Паркера / Человека-паука в двух фильмах со сквозным сюжетам — «Мстители: Война бесконечности» (2018) и «Мстители: Финал» (2019):
  - В «Войне бесконечности» Паркер, одетый в костюм Железного паука, присоединяется к Старку, Стивену Стрэнджу, Питеру Квиллу, Драксу, Мантис и Небуле в сражении с Таносом на планете Титан, а затем становится жертвой Скачка[18].
  - В «Финале» Человек-паук оживает незадолго перед битвой на базе Мстителей и принимает участие в ней; она завершается уничтожением армии Таноса ценой жизни Старка. Позже Питер оплакивает потерю наставника наряду с Джеймсом Роудсом и Пеппер Поттс и присутствует на его похоронах вместе со своей тётей Мэй.
- Холланд вновь сыграл персонажа в картине «Человек-паук: Вдали от дома» (2019)[19]. Он и его одноклассники отправляются в Европу, где молодого человека вербует бывший директор Щ.И.Т.а Ник Фьюри. Вместе с Квентином Беком / Мистерио Человек-паук противостоит Элементалам, после чего раскрывает обман Бека. В сцене между титрами Джей Джона Джеймсон из TheDailyBugle.net обвиняет Паркера в нападении дронов на Лондон и раскрывает его тайну личности.
  - В версии «Вдали от дома» для домашнего просмотра присутствует короткометражный фильм «Список дел Питера», в котором есть не вошедшие в театральный релиз сцены.
- Холланд вернулся к роли Человека-паука в фильме «Человек-паук: Нет пути домой» (2021), по сюжету которого Питер пытается восстановить своё честное имя после событий «Вдали от дома». В «Нет пути домой» раскрывается концепция Мультивселенной, благодаря чему предыдущие исполнители роли Человека-паука Магуайр и Гарфилд, появились в фильме. Кроме того, Дефо, Молина, Чёрч, Иванс и Фокс повторили роли Озборна, Октавиуса, Марко, Коннорса и Диллона из фильмов Рэйми и киносерии «Новый Человек-паук».
- Незадолго до премьеры «Нет пути домой» исполнительный продюсер Sony Эми Паскаль рассказала в интервью Fandango о разработке новой трилогии фильмов о Человеке-пауке от Sony и Marvel Studios[20].

#### Другие появления и упоминания
- Холланд эпизодически появляется в роли Питера Паркера в сцене между титрами фильма «Веном 2» (2021), события которого разворачиваются во вселенная Человека-паука от Sony.
- Во второй сцене между титрами фильма «Морбиус» (2022), в разговоре с главным героем Майклом Морбиусом Стервятник выражает мнение, что он переместился в другую вселенную по вине Человека-паука.

### Анимационные фильмы
- Человек-паук появляется в фильмах подсерии «Lego Супергерои Marvel»:
  - Персонаж дебютирует в короткометражном фильме «Максимальная перегрузка», где его вновь озвучил Беллом .
  - В другом короткометражном фильме «Мстители. Снова в бою» персонаж, озвученный Бенджамином Дискиным, во время тренировки на авианосце Щ.И.Т.а, обнаруживает уменьшенного Жёлтого жакета. Вместе с Железным пауком Человек-паук расспрашивает Жакета о планах Альтрона..
- Классическая (Джейк Джонсон) и нуарная (Николас Кейдж) версии Питера Паркера / Человека-паука появляются в анимационном фильме «Человек-паук: Через вселенные» (2018) от студии Sony Pictures Animation и режиссёра Боба Персичетти[21]. Крис Пайн озвучил ultimate-версию Питера Паркера[22].
- Джонсон вновь озвучил классическую версию Питера Паркера в сиквеле «Человек-паук: Паутина вселенных» (2023).

## Книги и романы
В 1970-х годах издательство Pocket Books выпустило в продажу три романа по мотивам комиксов Marvel с участием Человека-паука — «Погром на Манхэттене» за авторством Лена Уэйна и Марва Вольфмана, а также «Криминальная кампания» и «Луна-убийца» от Пола Купперберга. В 1990-х годах Байрон Прейсс издал серию романов, основанных на комиксах Marvel под редакцией Кейта Р. А. ДеКандидо и написанных различными авторами, включая Адама-Троя Кастро, Тома ДеФалко и Диану Дуэйн; также Прейсс выпустил два сборника рассказов о Человеке-пауке. После истечения срока лицензии Прейсса новый лицензиат Pocket Star выпустил новый роман с подзаголовком «По этим злым улицам» от ДеКандидо в 2005 году. В 2006 году в продажу поступило произведение «Тёмные часы» Джима Батчера, а в 2007 году был издан роман Кристофера Л. Беннетта «Растворившийся в громе». В некоторых романах Прейсса появлялись и другие персонажи Marvel, включая Людей Икс, Железного человека и Халка. События этих романов разворачиваются в единой вселенной.
Также с участием Человека-паука выходило множество книг, от произведений для начинающих читателей и книжек с картинками до полноценных романов. Издательство Dorling Kindersley выпустило несколько путеводителей по миру супергероя, в том числе «Человек-паук: полное руководство» от Тома ДеФалко и «Человек-паук: В мире вашего дружелюбного соседа-героя» Мэтью К. Мэннинга.

## Анимированные комиксы
Человек-паук, озвученный Джеффом Бутби, появляется в анимированном комиксе «Женщина-паук».

## Газетные комиксы
- 3 января 1977 году вышел первый выпуск газетного комикса The Amazing Spider-Man.
- В 2008 году на страницах комиксов серии The Amazing Spider-Man Family печатался стрип Mr. and Mrs. Spider-Man.
- Несколько раз Человек-паук пересекался с персонажами Peanuts в стрипе The Romita Legacy.[26]. В первом случае он заматывал Люси паутиной, чтобы дать возможность Чарли Брауну поиграть в мяч, а во втором супергерой также заматывал Снупи и комично раскачивал его на паутине[27].

## Радио
В 1995 году BBC Radio заказало радиопостановку о Человеке-пауке, которая транслировалась по BBC Radio 1 в будние дни с 15 января 1996 года по 24 марта 1996 года; было выпущено более 50 эпизодов. Сопродюсером постановки выступил Брайан Мэй, который также написал и исполнил её заглавную тему.
В событиях радипостановки участвовали такие персонажи Marvel, как: Фантастическая четвёрка, Нэмор и Доктор Дум. Человека-паука озвучил Уильям Дюфрис. Список актёров пополнила звезда мыльной оперы «Жители Ист-Энда» Анита Добсон.

## Живые выступления

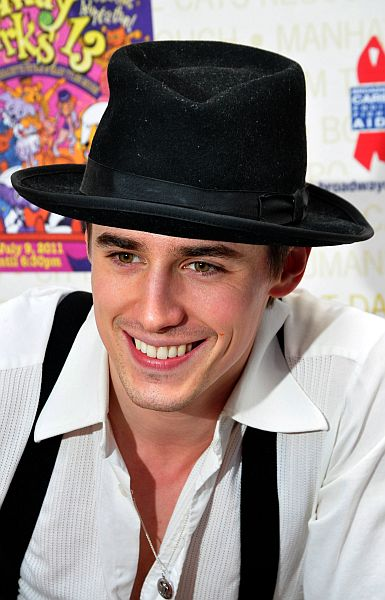
Рив Карни сыграл Питера Паркера / Человека-паука в бродвейском мюзикле Spider-Man: Turn Off the Dark (2011)

В 1987 году Marvel разыграли постановку свадьбу Человека-паука и Мэри Джейн Уотсон на стадионе Ши в рамках рекламной кампании свадебного выпуска комикса The Amazing Spider-Man.
Воздушный шар Человека-паука появлялся на Параде дня благодарения от Macy’s в Нью-Йорке с 1984 по 1998 год. С 2009 по 2014 год на параде также присутствовала новая версия шара.
В 1999 году на семейных развлекательных курортах Butlins в Великобритании проходил мюзикл Spider-Man On Stage. Композиторами шоу выступили Генри Марш и Фил Пикетт, а сценаристом — Дэвид Х. Белл. Оригинальный литой альбом от Varios Records длится 44 минуты.
В 2002 году компания 2MA запустила первое игровое шоу с участием Человека-паука под названием Spider-Man Stunt Show: A Stunt Spectacular, показ которого состоялся в Джидде (Саудовская Аравия). Это же шоу демонстрировалось в парке развлечений Торп в Суррее (Англия) в 2003 и 2004 годах. Также Человек-паук появлялся на сцене в пантомиме в Бирмингемском ипподроме и театре Черчилля в Бромли (Великобритания). В 2003 году на территории США состоялись показы схожего шоу под названием Spider-Man Live!.
В Universal Studios Hollywood (Лос-Анджелес) выходил мюзикл по мотивам полнометражного фильма 2002 года и комиксов под названием Spider-Man Rocks!, который создавался по образцу бродвейских спектаклей. Показы проходили с мая 2002 года по август 2004 года, после чего на смену ему пришёл Fear Factor Live!. Поскольку мюзикл в большей степени базируется на фильме 2002 года, образ Зелёного гоблина создавался по образцу киноверсии.
Премьера бродвейский мюзикла под названием Spider-Man: Turn Off the Dark состоялась в театре «Лирика» (Нью-Йорк) 14 июня 2011 года. Режиссёром шоу выступила Джули Теймор, а композиторами — Боно и Эдж. В мюзикле сыграли такие актёры, как: Рив Карни, Дженнифер Дамиано, Т. В. Карпио и Патрик Пейдж. На сегодняшний день мюзикл является самой дорогой постановкой в своём жанре. Он является рекордсменом по количеству предварительных показов — 182 до официальной премьеры.
Человек-паук появляется в постановке Marvel Universe Live! 2014 года.
Человек-паук и другие персонажи Marvel встречают гостей тематического парка Disney California Adventure в Голливудленде.

## Видеоигры
Десятки компьютерных игр с участием Человека-паука выходили на более чем 15 различных платформах.
The Amazing Spider-Man — компьютерная игра в жанре платформенной-головоломки, разработанная Oxford Digital Enterprises и выпущенная в 1990 году для Amiga; впоследствии была портирована на PC: MS-DOS, Commodore 64 и Atari ST.
В 1990 году состоялся релиз игры The Amazing Spider-Man vs. The Kingpin, разработчиком и издателем которой выступила компания Sega. Изначально игра выходила на Sega Master System, после чего в 1991 году обзавелась портом на Mega Drive/Genesis, в 1992 году на Sega Game Gear и в 1993 году на Sega Mega-CD. Версии различаются по графике, уровням и некоторым элементам игрового процесса. По сюжету, Человек-паук пытается отнять шесть ключей у шести злодеев, чтобы обезвредить заложенную Кингпином бомбу в Нью-Йорке. В этой игре у Человека-паука ограниченный запас паутинных катриджей, который можно пополнять после продажи фотографий суперзлодеев в Daily Bugle.
Первой игрой о Человеке-паук на Nintendo Game Boy стала The Amazing Spider-Man (1990), разработанная компанией Rare и изданная LJN. Представляет собой платформер с видом сбоку. Главный герой гоняется за суперзлодеями по всему Нью-Йорку, чтобы установить местоположение похищенной Мэри Джейн.
Bits Studios разработала игру The Amazing Spider-Man 2, которая вышел год спустя после первой части. Игра создавалась в жанре beat ’em up с видом сбоку. Человек-паук пытается очистить своё имя после того, как его обвиняют в преступлении, совершённом Хобгоблином. В 1993 году BITS выпустила третью часть серии под названием The Amazing Spider-Man 3: Invasion of the Spider-Slayers.
Помимо различных игр, где главным героем был Человек-паук, супергерой также появился в нескольких кроссоверах, к примеру, он стал гостевым персонажем в Tony Hawk’s Pro Skater 2 (2000) и X-Men: Mutant Academy 2 (2001).
Куинтон Флинн озвучил Человека-паука в игре Marvel: Ultimate Alliance (2006). Он является одним из главных героев, которые помогают Нику Фьюри остановить Повелителей зла Доктора Дума. Человек-паук появляется в сиквеле под названием Marvel: Ultimate Alliance 2 (2009), где Флинна заменил Бенджамин Дискин.
Человек-паук — один из игровых персонажей в игровой серии файтингов Capcom с участием персонажей Marvel; его дебют в этой франшизе состоялся в Marvel Super Heroes (1995), после чего он фигурировал во всех проектах серии Marvel vs. Capcom, начиная с Marvel Super Heroes vs. Street Fighter (1997). В Marvel Super Heroes и первых двух играх серии его озвучивал Патрик Чилверс; в Ultimate Marvel vs. Capcom 3 (2011) Чилверса заменил Джош Китон, а в игре 2017 года Marvel vs. Capcom: Infinite на смену пришёл Робби Деймонд.
Хотя Человек-паук не смог появиться в мультсериале «Супергеройский отряд» (2009) из-за запрета со стороны Sony, супергерой стал одним из игровых персонажей Marvel Super Hero Squad (2009), Marvel Super Hero Squad: The Infinity Gauntlet (2010) и Marvel Super Hero Squad Online (2011) в качестве игрового персонажа. В Marvel Super Hero Squad и Marvel Super Hero Squad: The Infinity Gauntlet его озвучил Джош Китон, а в Marvel Super Hero Squad Online всех носителей псевдонима Человек-паук мужского пола озвучили Майки Келли и Юрий Ловенталь. Также Человек-паук присутствует в игре Marvel: Avengers Alliance (2012) для Facebook и сопутствующих проектах Marvel: Avengers Alliance Tactics (2014) и Marvel: Avengers Alliance 2 (2015).
Человек-паук появляется в качестве камео в игре X2: Wolverine’s Revenge (2003), где его озвучил Рино Романо. В удалённой сцене, когда Росомаха посещает разрушенный город, чтобы найти и победить Магнето, его преследует тёмная фигура. Когда фигура приближается, Росомаха едва не переходит в атаку, однако останавливается, признав Человека-паука. Супергерой спрашивает Росомаху, нужна ли ему помощь в битве с Магнето, однако Логан просит его помочь разобраться с хаосом до прибытия Контроля последствий.
Также Человек-паук упоминается в игре Deadpool (2013). Является игровым персонажем в играх Disney Infinity 2.0 (2014) и Disney Infinity 3.0 (2015), где его озвучил Дрейк Белл.
По мотивам фильмов Сэма Рэйми и Марка Уэбба выходили одноимённые игры. В первом случае консольные версии разрабатывала компания Treyarch, а во втором — Beenox; издателем всех пяти игр выступала Activision. Питера Паркера из трилогии Рэйми озвучил исполнитель роли персонажа Тоби Магуайр, в то время как версия из франшизы «Новый Человек-паук» говорила голосом Сэма Ригеля.
На пресс-конференции Electronic Entertainment Expo 2016 Sony анонсировала игру Spider-Man, которая вышла в 2018 году и положила начало игровой франшизе. Как в играх Marvel Super Hero Squad Online и Spider-Man Unlimited супергероя озвучил Юрий Ловенталь. Релиз сиквела игры запланирован на 2023 год.
Человек-паук играбелен в различных мобильных играх, включая Marvel: Contest of Champions (2014), Marvel: Future Fight (2015), Marvel Puzzle Quest (2013) и Marvel Strike Force (2018).

## Аттракционы
- Человек-паук является главным героем аттракциона The Amazing Adventures of Spider-Man (1999), расположенного на островах приключений Universal Orlando в Орландо (Флорида) и Universal Studios Japan в Осаке (Япония). Аттракцион считается одним из самых новаторских экземпляров в истории тематического парка, поскольку сочетает в себе элементы 3D, спецэффекты и является подвижным аттракционом. По сюжету, Человек-паук противостоит Зловещему синдикату, члены которого украли Статую Свободы с помощью антигравитационного пистолета и угрожают уничтожить её, если город не признает их авторитет.
- Walt Disney Imagineering в сотрудничестве с Disney’s Marvel Studios и подразделениями Disney’s Marvel Themed Entertainment разрабатывает аттракцион, посвящённый Человеку-пауку. Он станет частью кампуса Мстителей в парке Disney’s California Adventure и парке студии Уолта Диснея в Париже, которые планируется открыть в 2020 году[34][35].

## Веб-сериал
Человек-паук появляется в нескольких эпизодах покадрового анимационного веб-сериала «Супергерои Marvel: Что если…?!».

## Неофициальные проекты

### Сериалы
В 2007 году на YouTube вышел австралийский сериал, пародирующий итальянские боевики 1960-х и 1970-х годов под названием «Итальянский Спайдермен».

### Фанатские фильмы
- В 1969 году вышел неофициальный короткометражный одноимённый фильм режиссёра Дональда Ф. Глута[36].
- В турецком фильме «Три гиганта» Человек-паук является враждебным криминальным авторитетом.
- В 1974 году Брюс Кардозо написал и поставил короткометражный фильм «Человек-паук против Крэйвена-охотника»; видение автора одобрила Marvel Comics и лично Стэн Ли.
- В 1989 году Джим Криг, который впоследствии писал сценарий к мультсериалу 1994 году, выпустил короткометражный фильм «Да здравствует Человек-паук»[37].
- В 1992 году вышел фанатский фильм «Последняя битва Зелёного гоблина», основанный на сюжетной линии The Night Gwen Stacy Died; его режиссёр Дэн Пул также сыграл роль Человека-паука и выступил каскадёром. Фильм получил признание за рискованные трюки и партизанский маркетинг.
- В 2015 году вышел фанатский фильм «Человек-паук жив: История Майлза Моралеса» об одноимённом персонаже.
- В августе 2023 года вышел фанатский фильм «Человек-паук: Лотос».